# Gwangju (stacja kolejowa)
Gwangju (kor: 광주역) – stacja kolejowa w Gwangju, w prowincji Chŏlla Południowa, w Korei Południowej. Znajduje się na trasie szybkiej kolei Korea Train Express, 353 km na północ od Yongsan.

## Historia
Stacja została otwarta 1 lipca 1922 r., a budynek dworca został przeniesiony na obecne miejsce w dniu 25 lipca 1969 roku. 10 sierpnia 2000, stacja została odłączona od linii Gyeongjeon, kiedy południowa obwodnica między Hyocheon i Songjeong-ri (dzisiaj Gwangju Songjeong) została otwarta. Od 2004 na stację docierają pociągi KTX.